# Fábio Ventura
Fábio Ventura, (Rio de Janeiro, 14 de agosto de 1976), é um cantor, ator e compositor brasileiro.  Em 2023, esta interpretando o personagem Bernardo Monteiro, na telenovela A Infância de Romeu e Julieta.

## Filmografia

### Televisão
| Ano  | Título                        | Personagem        | Ref.  |
| ---- | ----------------------------- | ----------------- | ----- |
| 2023 | A Infância de Romeu e Julieta | Bernardo Monteiro | [ 4 ] |
| 2025 | Juntas e Separadas            |                   | [ 5 ] |